# Eusallya configurata
Eusallya configurata är en insektsart som beskrevs av Evans 1972. Eusallya configurata ingår i släktet Eusallya och familjen dvärgstritar. Inga underarter finns listade i Catalogue of Life.